# 永久シード (プロゴルフ)
プロゴルフにおける永久シード（えいきゅうシード）とは、プロゴルフツアー公認試合に出場する権利を半永久的に保障する制度である。
プロゴルフツアー公認試合にはツアー主催団体の一定の規定に該当する者でなければ出場権を得られず、規定に該当しても与えられる出場権は最長でも数年と有限のものである（日本男子プロゴルフの場合、賞金王になっても5年間のみ）。しかし、一定の規定を満たした者にはその者が出場する意欲がある限り出場権が与えられる。これが永久シードである。
日本においては、男子のレギュラーツアーは日本ゴルフツアー機構（JGTO）の、女子ツアーは日本女子プロゴルフ協会（JLPGA）の、男子シニアツアーは日本プロゴルフ協会（PGA）の規定にそれぞれ該当する必要がある。

## PGAツアーの規定と永久シード獲得者

### 規定
米国のPGAツアーでは、ツアー競技で通算20勝し、かつ合計15年以上PGAツアーのツアーメンバーとして活動した者が永久シード（lifetime exemption）を獲得できる。ただし永久シード権を維持するためには年間最低1戦以上PGAツアーに参戦する必要があり、なおかつプロ選手として適切な成績を維持し続けなければならない。

### 永久シード獲得者
過去にPGAツアーの永久シードを獲得した選手は、2016年2月現在合計で37名存在する。現役選手で永久シード権を保持している者は以下の通り。
- フィル・ミケルソン
- ビジェイ・シン
- デービス・ラブ3世
- タイガー・ウッズ

ただし、2015-2016年シーズンにおいては、ビジェイ・シン以外の3名は優先順位が上位の別の資格でシード権を得ている。
ダスティン・ジョンソンは2019年2月のメキシコ選手権優勝でPGAツアー20勝を達成したが、正式にツアーメンバーとなったのが2007年12月であり、「合計15年以上PGAツアーのツアーメンバーとして活動」という要件を満たしていないため、この時点では永久シード権獲得とはならなかった。ダスティン・ジョンソンの永久シード権獲得は最短で2022年となる。
ロリー・マキロイ（北アイルランド）も、2021年10月にザ・CJカップで20勝目を飾った。ダスティン・ジョンソンと同様に、永久シード獲得の条件である15年間のツアー在籍に達していないために、15年経過後、永久シード権の獲得となる。
過去の永久シード権保持者についてはw:en:List of golfers with most PGA Tour winsを参照のこと。

## JGTO（男子レギュラーツアー）の規定と永久シード獲得者

### 規定
1973年のツアー制施行後に25勝した者が永久シードを獲得できる。日本ゴルフツアー選手が持つツアーバッジは永久シード選手には特別に金色で作られている。

### 永久シード獲得者
- 青木功
- 尾崎将司
- 中嶋常幸
- 杉原輝雄（故人）
- 倉本昌弘
- 尾崎直道
- 片山晋呉

## JLPGA（女子ツアー）の規定と永久シード獲得者

### 規定
ツアーを30勝以上した者が永久シードを獲得できる。
なお、この他30勝に到達した選手に申ジエ（2023年アース・モンダミンカップ優勝により30勝到達）がいるが、2008年ヨコハマタイヤPRGRレディスカップと2010年のミズノクラシックの2大会についてはJLPGA外のライセンスで出場して優勝した（PRGRレディスは韓国ツアー、ミズノクラシックはアメリカツアーのライセンス）ことから、2025年地点では「29勝」とされている。

### 永久シード獲得者
- 不動裕理
- 森口祐子
- 岡本綾子
- 涂阿玉
- 大迫たつ子
- 樋口久子

## LPGAの場合
全米女子プロゴルフ協会（LPGA）では、LPGAツアーにおける厳密な意味での永久シードは設けていない。その代わり、LPGAゴルフ殿堂（LPGA Hall of Fame）入りを果たしている選手に対し、通常の出場選手枠とは別に毎試合2名分の出場枠を用意している。もし複数の殿堂入り選手がこの枠でのエントリーを希望した場合は、前年末までのLPGAツアー勝利数の多い選手が優先される（勝利数が同じ場合はLPGAでの獲得賞金額上位の選手が優先）。

## PGA（男子シニアツアー）の規定と永久シード獲得者

### 規定
男子レギュラーツアーの永久シード獲得者は、男子シニアツアーにおいても永久シード権が適用される。この他、海外のシニア3大メジャータイトル（全米プロシニアゴルフ選手権、全米シニアオープン、全英シニアオープン）のいずれかに優勝した者も永久シード権を獲得できる。

### 永久シード獲得者
レギュラーツアーの永久シード獲得者は当該項を参照。
- 井戸木鴻樹